# Wilfried Wurth
Wilfried Wurth (* 10. Februar 1957 in Solingen; † 8. Mai 2019) war ein deutscher Physiker und Hochschullehrer. Er war ein Experte in der Röntgenspektroskopie und beschäftigte sich insbesondere mit der Untersuchung ultraschneller Prozesse wie der Beobachtung chemischer Reaktionen an Oberflächen in Echtzeit und der Dynamik von Elektronen in Festkörpern und an Grenzflächen.

## Leben und Forschung
Wurth studierte von 1976 bis 1983 Physik an der Technischen Universität München und promovierte dort von 1983 bis 1987 am Lehrstuhl für Oberflächenphysik. Danach forschte er von 1988 bis 1989 am IBM Almaden Research Center in San José, USA. Anschließend war er bis 1995 Wissenschaftlicher Assistent und bis 1999 Oberassistent am Lehrstuhl für Oberflächenphysik im Physik Department der Technischen Universität München und habilitierte 1995 in Experimentalphysik. 2000 wurde er Professor für Experimentalphysik an der Universität Hamburg und war seit 2007 Leiter der Advanced Study Group der Universität Hamburg am Center for Free-Electron Laser Science (CFEL). Von 2007 bis 2013 war er Sprecher des BMBF-Forschungsschwerpunkts FLASH, dem ersten Forschungsschwerpunkt auf dem Gebiet der kondensierten Materie. Die Forschung im Rahmen der Verbundförderung an dem Freie-Elektronen-Laser wurde in diesem Forschungsschwerpunkt gebündelt. 2014 wurde er leitender Wissenschaftler (Leading Scientist) am Deutschen Elektronen-Synchrotron (DESY) und wissenschaftlicher Leiter von FLASH. Während seiner Zeit in dieser Funktion wurden mit dem Ausbauprojekt FLASH II die zweite Undulatorstrecke zur Lichterzeugung und die zweite Experimentierhalle des Freie-Elektronen-Lasers errichtet. In DESYs 2018 abgeschlossenen Strategieprozess entwickelte er maßgeblich die Visionen für die Zukunft der Pionieranlage mit. Er leitete zuletzt die Erstellung des Conceptual Design Reports für deren Weiterentwicklung zu FLASH2020+.
Am 8. Mai 2019 starb Wurth im Alter von 62 Jahren unerwartet auf einer Dienstreise nach Schweden.

## Veröffentlichungen (Auswahl)
- Untersuchungen zum Verständnis und zur Anwendung hochaufgelöster Augerspektroskopie von molekularen Adsorbaten, 1987
- Jörg Rossbach, Jochen R. Schneider, Wilfried Wurth: 10 years of pioneering X-ray science at the Free-Electron Laser FLASH at DESY, Physics Reports, 2019